# Elezioni generali a Barbados del 2018
Le elezioni generali a Barbados del 2018 si sono tenute il 24 maggio per il rinnovo della Camera dell’Assemblea di Barbados. In seguito all'esito elettorale, che ha visto la piena vittoria del Partito Laburista con la conquista di tutti i 30 seggi disponibili, Mia Mottley, espressione del partito, è divenuta Primo Ministro.

## Contesto
Secondo la Costituzione di Barbados, le elezioni devono svolgersi entro cinque anni dalla prima seduta del Parlamento. Le precedenti elezioni generali si sono tenute il 24 maggio 2013. Dopo lo scioglimento dell’organo legislativo, il Governatore Generale di Barbados deve emettere un mandato di elezioni generali dei membri per la Camera dell'Assemblea delle Barbados e per la nomina dei Senatori al Senato entro 90 giorni.

## Sistema elettorale
I 30 membri della Camera dell'Assemblea sono eletti in collegi elettorali uninominali con un sistema maggioritario a turno unico.

## Candidati
Un totale di 134 candidati di nove partiti politici hanno partecipato alle elezioni.

## Risultati
| Liste                                         | Voti    | %     | Seggi |
| --------------------------------------------- | ------- | ----- | ----- |
| Partito Laburista                             | 112 955 | 73,47 | 30    |
| Partito Laburista Democratico                 | 33 551  | 21,82 | –     |
| Soluzioni Barbados                            | 3 772   | 2,45  | –     |
| Partito Progressista Unito                    | 1 913   | 1,24  | –     |
| Partito per l’Integrità di Barbados           | 340     | 0,22  | –     |
| Partito Libero Bajan                          | 107     | 0,07  | –     |
| Congresso Democratico del Popolo              | 55      | 0,04  | –     |
| Governo Reale di Barbados                     | 26      | 0,02  | –     |
| Partito Progressista Conservatore di Barbados | 10      | 0,01  | –     |
| Indipendenti                                  | 1 009   | 0,66  | –     |
| Totale                                        | 153 738 | 100   | 30    |

## Conseguenze del voto

### Passaggio di un membro all’Opposizione
Una settimana dopo le elezioni, Joseph Atherley, deputato per la circoscrizione “St. Michael West”, ha attraversato l’aula per diventare l'unico membro dell'opposizione della Camera dell'assemblea, citando preoccupazioni per la democrazia. Successivamente è stato nominato leader dell'opposizione, sebbene egli fosse originariamente un indipendente. Ha infine istituito il suo partito, il Partito per la Democrazia e lo Sviluppo.

### Elezioni suppletive di “St George North”
Un'elezione suppletiva si è tenuta nel collegio elettorale di “St George North” l'11 novembre 2020 in seguito alle dimissioni di Gline Clarke, che aveva rappresentato il collegio elettorale per 26 anni, per accettare la carica di “Alto Commissario delle Barbados” in Canada. Sono state le prime elezioni suppletive che si sono svolte dalle elezioni generali. Toni Moore ha mantenuto il posto per il BLP.